# صورة نمطية عرقية

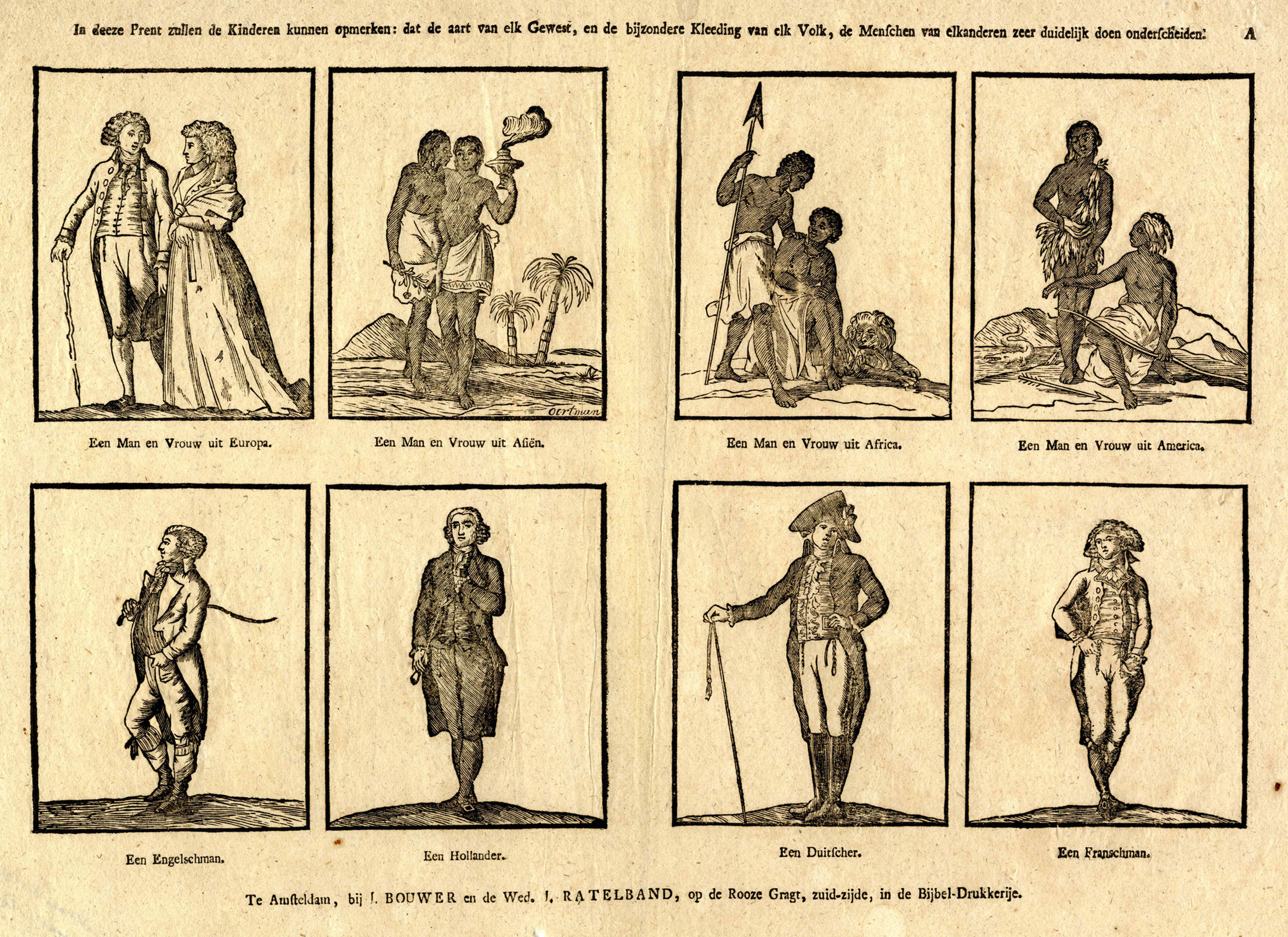
نقش هولندي من القرن 18 للبشر، يبين أن سكان آسيا، الأمريكيتين وإفريقيا همجيون. يظهر في الأسفل رجل إنجليزي، رجل ألماني، والأخير فرنسي.

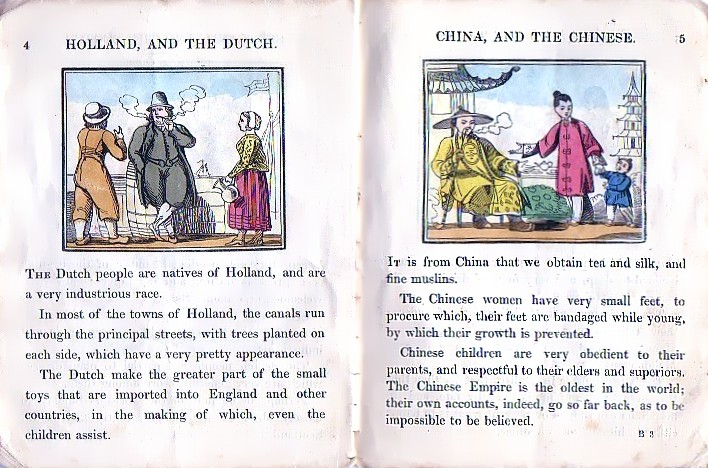
كتاب أطفال قديم يعود للقرن التاسع عشر يخبر القارئ بأن الألمانيين «عرق عامل بامتياز»، وأن الأطفال الصينيين «مطيعون لوالديهم»

الصورة النمطية العرقية أو الصور النمطية الوطنية هي مجموعة من الآراء حول المميزات العامة، الأوضاع الاجتماعية، المجتمع، والمعايير الثقافية عند أعضاء من عرق أو جنسية معينة.
يُقال أحيانا أن هذه الصور النمطية يكون معظمها حقيقيا أو أنها حقيقية جزئيا، لكن بعض الدراسات تثبت العكس.
تكون عدة تحاملات وفوبيات عرقية مبنية على صور نمطية عرقية سواء أكانت صحيحة أو خاطئة.
تذكر الصور النمطية العرقية أحيانا في النكت العرقية ولكن بعضها يعتبر عنصريا أو متهجما بدرجاتٍ مختلفة. يستعمل «ريتشارد إم ستيرز» و «لوسيارا ناردون» في كتابهما حول الاقتصاد العالمي نكتة «لديك بقرتان» ليمثلا الاختلاف الثقافي بين بعض الدول. كتبا نكتا من هذا النوع:
- شركة روسية: لديك بقرتان. تشرب بعض الفودكا وتعدهم ثانية. لديك خمسة أبقار. تظهر المافيا الروسية وتأخد جميع الأبقار.
- شركة كاليفورنية: لديك مليون بقرة. أغلبها مهاجرة.

هذا النوع من النكت يعتبر مضحكا لأنها تمثيلات كاريكاتيرية واقعية لعدة ثقافات، وترجع شعبية هذه النكت إلى الاختلاف الكبير بين ثقافات مختلف الحضارات البشرية. يذكر «ستيرز» و «ناردون» أيضا أنه يجب توخي الحذر عند إلقاء هذه النكت أو نشرها.

## وصلات خارجية
- 18 شيئا يجب ألا تفعلها في البلدان الأجنبية